# Phillip Noyce
Phillip Noyce, född 29 april 1950 i Griffith i New South Wales, är en australisk regissör.

## Biografi
Phillip Noyce föddes i Griffith, New South Wales, son till en advokat. Som tonåring använde Noyce sin 8mm kamera för att regissera kortfilmer. Hans första kortfilm var Better to Reign in Hell (1968).

## Filmografi (i urval)
- 1989 – Lugnt vatten
- 1989 – Blint raseri
- 1992 – Patrioter
- 1993 – Sliver
- 1994 – Påtaglig fara
- 1997 – Helgonet
- 1999 – I samlarens spår
- 2002 – Rabbit-Proof Fence (regi och producent)
- 2002 – Den stillsamme amerikanen
- 2006 – Catch a Fire
- 2010 – Salt
- 2014 – The Giver